# Алекса Янкович (футболіст)
Алекса Янкович (серб. Aleksa Janković / АлексаЈанковић; 12 квітня 2000, Пожареваць) — сербський футболіст, півзахисник «Партизана».

## Кар'єра
2012 року приєднався до академії «Партизана». 2019 року для отримання ігрової практики був відданий в оренду у нижчоліговий «Телеоптик» на сезон 2019/20.
В середині сезону він покинув клуб на правах вільного агента і перебрався у «Вождовац». 21 лютого 2020 року у матчі проти «Спартака» (Суботиця) дебютував у Суперлізі і загалом провів там за півтора роки 29 ігор, забивши 2 голи.
У червні 2021 року підписав чотирирічний контракт з «Чукаричками». Наприкінці лютого наступного року він отримав важку травму, через яку довго був відсутній на полі. У 2023 році дебютував за команду у груповому етапі Ліги конференцій в матчі першого туру з командою «Ференцварош».
У лютому 2024 року повернувся в рідний клуб «Партизан», підписавши контракт на півтора року, взявши футболку з номером 99.

## Виступи за збірну
Він виступав за збірну до 16 років на Турнірі розвитку УЄФА, який проходив у Спортивному центрі Футбольної асоціації Сербії в Старій Пазові, забивши у ворота збірних Ізраїлю та Молдови. У цьому ж році виступав і за команду до 17 років, провівши 9 ігор.
У 2018 році виступав за юнацьку команду до 19 років на Меморіальному турнірі Стевана Вілотіча Челе.
У червні 2021 року тренер молодої збірної Звонко Живкович запросив його до складу на товариські матчі з Росією та Бразилією. Янкович зіграв у обох матчах, а наступного року зіграв у одній грі кваліфікації на Євро з Фарерами.